# Грабово (Сокульський повіт)
Грабово (пол. Grabowo) — село в Польщі, у гміні Домброва-Білостоцька Сокульського повіту Підляського воєводства.
Населення — 146 осіб (2011).
У 1975-1998 роках село належало до Білостоцького воєводства.

## Демографія
Демографічна структура станом на 31 березня 2011 року:
|          | Загалом | Допрацездатний вік | Працездатний вік | Постпрацездатний вік |
| -------- | ------- | ------------------ | ---------------- | -------------------- |
| Чоловіки | 77      | 11                 | 52               | 14                   |
| Жінки    | 69      | 9                  | 37               | 23                   |
| Разом    | 146     | 20                 | 89               | 37                   |